# Уитни, Эли
Илай Витни (англ. Eli Whitney; 8 декабря 1765, Вэстборо, Массачусетс — 8 января 1825) — американский изобретатель и промышленник. Изобрёл хлопковый волокноотделитель (cotton gin), одним из первых сконструировал фрезерный станок, заложил основы организации массового производства в машиностроении.
Использование хлопковых волокноотделителей укрепило экономику Южных штатов перед Гражданской войной в США и стало одной из предпосылок сохранения рабства. Несмотря на многочисленные патентные дела в судах, Витни не смог извлечь выгоды из этого своего изобретения. Позднее, работая над военными заказами для армии, разработал принцип взаимозаменяемости деталей на сборке и довел его до промышленного применения.

## Ранние годы жизни
Родился 8 декабря 1765 года в городе Вэстборо (Westborough) провинции Массачусетс-Бэй, в 15 км от Вустера, в семье зажиточного фермера. Был старшим ребёнком в семье, его мать, Элизабет Фей, умерла, когда ему ещё не исполнилось 12 лет. Рано проявил инженерные способности, в юности работая в кузнице, в частности, разработал машину для производства гвоздей. В возрасте около 20 лет решил поступить в Йельский колледж изучать юриспруденцию, но из-за противодействия мачехи только в возрасте 23 лет сумел покинуть дом и поступить в колледж.
Окончив колледж в возрасте 27 лет, отправился работать преподавателем в Южной Каролине, но, случайно встретившись со вдовой генерала Натаниэля Грина, принял её предложение работать поверенным на плантации в Джорджии.

## Хлопковая волокноотделительная машина
На плантациях столкнулся с проблемой очистки сортов нагорного хлопка-сырца (upland seedcotton). Эти сорта хлопка были неприхотливы, но требовали трудоёмкого ручного труда для отделения хлопкового волокна от мелких твёрдых семян. Витни сконструировал хлопковый волокноотделитель (или джин), позволившую в несколько раз увеличить производительность труда. Нити сита в машине удерживали семена, в то время как барабан с изогнутыми проволочками-крючками отрывали волокна, вращающаяся щётка снимала волокна с крючков барабана.
14 марта 1794 года получил патент на хлопковую волокноотделительную машину. Вместе со своим компаньоном Финеасом Миллером (Phineas Miller) пытался собирать с плантаторов часть обработанного хлопкового волокна за использование изобретения. Производство хлопка увеличилось в сотни раз, но большинство плантаторов игнорировало патент. Многочисленные судебные дела не увенчались успехом, и в 1801 году вместе с Миллером решил договориться с хлопковыми штатами об уплате единовременной суммы, но только два штата согласилось на такую форму оплаты, а основная часть собранных денег ушла на покрытие судебных издержек и долгов. После этого решил оставить хлопковое дело и возвратиться на Север, в город Нью-Хейвен (Штат Коннектикут).
«Король Хлопок» (King Cotton) стал играть значимую роль в экономике и политике южных штатов, но развитие хлопководства укрепило позиции сторонников рабства.

## Принцип взаимозаменяемости
В январе 1798 года заключает договор с правительством США о поставке к 1800 году 10 тысяч мушкетов и начинает организовывать новое производство, основанное на сочетании мощи машин, разделения труда и принципа взаимозаменяемости, популяризации которого Витни посвятил оставшуюся жизнь. До Витни мушкеты изготавливались индивидуально, детали одного ружья часто не соответствовали по размерам деталям другого. Согласно принципу взаимозаменяемости все детали должны изготавливаться массово, с точностью, позволяющей собрать продукцию из деталей разных партий. Витни массово использовал новые технологии обработки металла, позволяющие снизить требования к навыкам рабочих.
Хотя Витни опоздал с выполнением заказа на 8 лет, он создал новую систему производства и следующий заказ — на 15 тысяч мушкетов — выполнил уже за два года. Использование новых машин и разделения труда прослеживаются по многим документам, однако некоторые исследователи считают, что Витни так и не удалось добиться взаимозаменяемости в производстве. Идея использования взаимозаменямых деталей до Витни была предложена французским артиллерийским офицером Жаном Батистом Вакет Де Грибовалем (Jean-Baptiste Vaquette de Gribeauval), американцами Джоном Эйч. Холом (John H. Hall) и Симеоном Норсом (Simeon North). Инженер Оноре Блан (Honoré Blanc) был вдохновлен работой французских артиллеристов под руководством Жана Де Грибоваля, который стал применять взаимозаменяемость в артиллерии, стандартизацию пушек и снарядов. Блан решил применять принципы Системы Грибоваля при производстве мушкетов, чтобы добиться взаимозаменяемости деталей. Когда Блан пытался заинтересовать этой идеей своих коллег оружейников, она не была воспринята, из-за сочетания скептицизма относительно жизнеспособности этих принципов и опасений, что их занятость или мастерство может быть поставлено под угрозу. Блан обратился к Томасу Джефферсону, в то время американскому послу во Франции который понимал, что такая система позволит освободить США от зависимости при производстве военной техники. Джефферсон пытался убедить Блана переехать в Америку, но это ему не удалось. Президент Джордж Вашингтон одобрил эту идею, и к 1798 контракт был выдан Витни на 12 000 мушкетов, построенных в рамках новой системы. (James Burke, Connections (Little, Brown and Co.), 1978/1995 ISBN 0-316-11672-6, p. 150).

## Фрезерный станок
Некоторые историки утверждают, что именно Илай Витни был изобретателем фрезерного станка, другие (Woodbury, Smith, Muir) считают, что он был лишь одним из ряда инженеров, сконструировавших и усовершенствовавших это оборудование в 1814—1818 годах. Обработка металла на фрезерном станке позволила добиться большей точности изготовления деталей при меньшей квалификации рабочих, повысить производительность труда.

## Последние годы жизни и семья
В 1817 году женился на Генриетте Эдвардс (Henrietta Edwards), дочери главы демократической партии Коннектикута и кузине Президента Йельского Колледжа.
Умер 8 января 1825 года от рака простаты, в возрасте 59 лет, оставив наследство четверым сыновьям.

### Дети
- Илай Витни Младший (Eli Whitney, Jr.; 1820—1894) — начал управлять оружейным заводом отца в 1841 году, был партнёром другого видного оружейника, Сэмюэля Кольта.
- Илай Витни Четвёртый (Eli Whitney IV; 1847—1924) — продал оружейный завод Витни компании «Winchester Repeating Arms», также располагавшейся в Нью-Хейвене.

## Память
В 1970-х был открыт Музей Илая Витни.